# والتر باتلر ويلكينسون
والتر باتلر ويلكينسون هو سياسي كندي، ولد في 1781، وتوفي في سبتمبر 1807.